# Hoa hậu Thế giới 1981

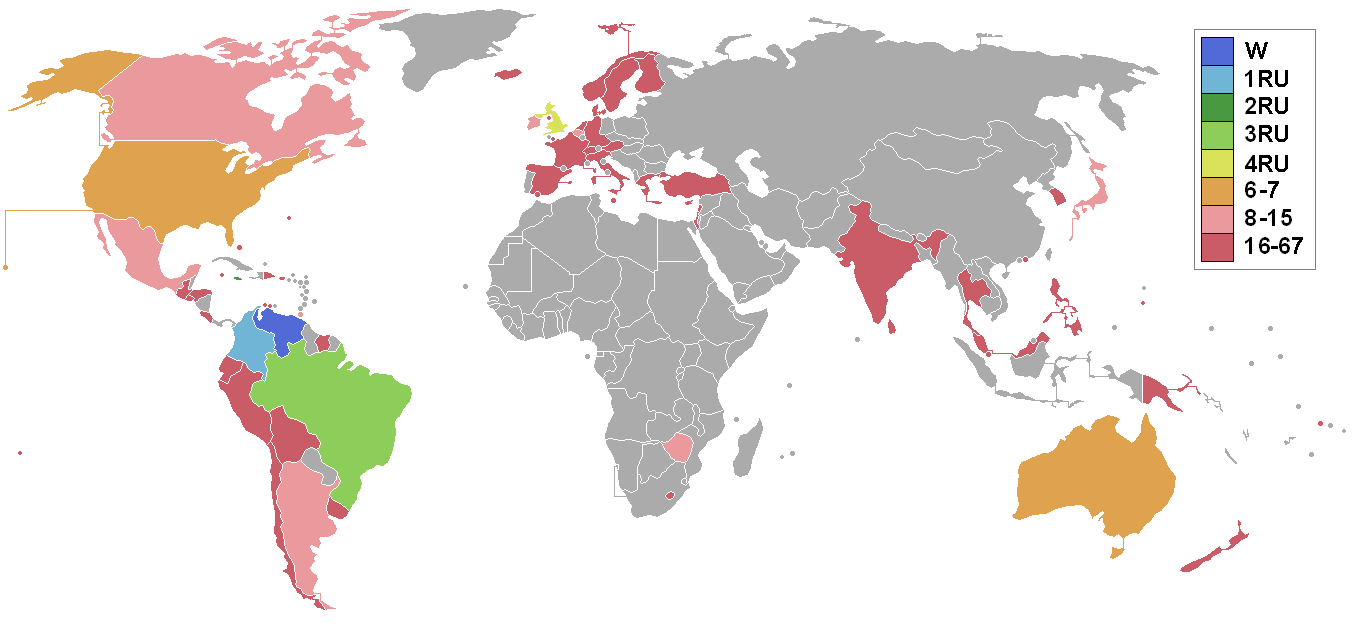
Các quốc gia và vùng lãnh thổ tham dự cuộc thi và kết quả.

Hoa hậu Thế giới 1981 là cuộc thi Hoa hậu Thế giới lần thứ 31, được tổ chức vào ngày 12 tháng 11 năm 1981 tại Rpyal Albert Hall, Luân Đôn, Vương quốc Anh. Người chiến thắng là Pilín León từ Venezuela, đây là lần thứ hai Venezuela chiến thắng kể từ năm 1955. Nối tiếp thành công, Irene Saez giành ngôi hậu trong cuộc thi Hoa hậu Hoàn vũ cùng năm, điều này giúp cho Venezuela ghi tên mình danh sách số ít những quốc gia có người chiến thắng ở cả hai cuộc thi sắc đẹp lớn trong cùng năm.

## Kết quả

### Thứ hạng
| Kết quả               | Thí sinh |
| --------------------- | --- |
| Hoa hậu Thế giới 1981 | - Venezuela – Pilín León |
| Á hậu 1               | - Colombia – Nini Johanna Soto |
| Á hậu 2               | - Jamaica – Sandra Cunningham |
| Top 7                 | - Brazil – Maristela Grazzia - Úc – Melissa Hannan - Hoa Kỳ – Lisa Lynn Moss - Vương quốc Anh – Michelle Donnelly |
| Top 15                | - Argentina – Ana Natali Schoeder Belmut - Nhật Bản – Naomi Kishi - Canada – Earla Stewart - Ireland – Geraldine McGrory - Zimbabwe – Juliet Nyathi - Bỉ – Dominique van Eeckhoudt - Trinidad và Tobago – Rachel Thomas - Mexico – Doris Pontvianne |

## Giải thưởng đặc biệt
| Giải thưởng     | Thí sinh                            |
| --------------- | ----------------------------------- |
| Hoa hậu Cá tính | - Mexico: Doris Pontvianne Espinoza |
| Hoa hậu Ảnh     | - Úc : Melissa Hannan               |

## Các nữ hoàng sắc đẹp khu vực
| Khu vực        | Thí sinh                            |
| -------------- | ----------------------------------- |
| Châu Á         | - Nhật Bản – Naomi Kishi            |
| Châu Âu        | - Vương quốc Anh – Michele Donnelly |
| Châu Mỹ        | - Venezuela – Pilín León            |
| Châu Phi       | - Zimbabwe – Juliet Nyathi          |
| Châu Đại Dương | - Úc – Melissa Hannan               |

## Thí sinh
| Quốc gia/Lãnh thổ  | Thí sinh                                   | Tuổi | Quê quán            |
| ------------------ | ------------------------------------------ | ---- | ------------------- |
| Argentina          | Ana Helen Natali Schoeder Belmut           | 21   | Villa María         |
| Aruba              | Gerarda Hendrine Jantiene Roepel           | 24   | Oranjestad          |
| Úc                 | Melissa Hannan                             | 19   | Mosman              |
| Áo                 | Beatrix Kopf                               | 21   | Lustenau            |
| Bahamas            | Monique Ferguson                           | 18   | Nassau              |
| Bỉ                 | Dominique van Eeckhoudt                    | 19   | Waterloo            |
| Bermuda            | Cymone Florie Tucker                       | 21   | Smith's Parish      |
| Bolivia            | Carolina Díaz Mansour                      | 17   | Pando               |
| Brazil             | Maristela Silva Grazzia                    | 17   | São Paulo           |
| Canada             | Earla Stewart                              | 22   | Pembroke            |
| Quần đảo Cayman    | Donna Marie Myrie                          | 20   | George Town         |
| Chile              | Susanna Bravo Indo                         | 19   | Santiago            |
| Colombia           | Nini Johanna Soto González                 | 18   | Bucaramanga         |
| Costa Rica         | Sucetty Salas Quintanilla                  | 18   | San José            |
| Curaçao            | Mylene Mariela Gerard                      | 21   | Willemstad          |
| Síp                | Elena Andreou                              | 19   | Nicosia             |
| Đan Mạch           | Tina Brandstrup                            | 21   | Copenhagen          |
| Cộng hòa Dominica  | Josefina María Cuello Pérez                | 24   | Santo Domingo       |
| Ecuador            | Lucía Isabel Vinueza Urgelles              | 19   | Guayaquil           |
| El Salvador        | Martha Alicia Ortíz                        | 19   | San Salvador        |
| Phần Lan           | Pia Irmeli Ann-Marie Nieminen              | 20   | Tampere             |
| Pháp               | Isabelle Sophie Benard                     | 19   | Vernon              |
| Đức                | Barbara Reimund                            | 18   | Stuttgart           |
| Gibraltar          | Yvette Maria Bellido                       | 18   | Gibraltar           |
| Hy Lạp             | Maria Argyrokastritou                      | 22   | Athens              |
| Guam               | Rebecca Arroyo                             | 21   | Mangilao            |
| Guatemala          | Beatriz Bojorquez Palacios                 | 23   | Thành phố Guatemala |
| Hà Lan             | Saskia Lemmers                             | 23   | Amsterdam           |
| Honduras           | Xiomara Sikaffy Mena                       | 20   | San Pedro Sula      |
| Hồng Kông          | Tiền Tuệ Nghi                              | 18   | Đảo Hồng Kông       |
| Iceland            | Ásdís Eva Hannesdóttir                     | 23   | Reykjavík           |
| Ấn Độ              | Deepti Divakar                             | 22   | Bengaluru           |
| Ireland            | Geraldine Mary McGrory                     | 22   | Derry               |
| Đảo Man            | Nicola-Jane Grainger                       | 18   | Dalby               |
| Israel             | Ninnette Assor                             | 22   | Tel-Aviv            |
| Ý                  | Marisa Tutone                              | 17   | Turin               |
| Jamaica            | Sandra Angela Cunningham                   | 24   | Kingston            |
| Nhật Bản           | Naomi Kishi                                | 18   | Kawasaki            |
| Jersey             | Elizabeth Sarah Walmsley                   | 18   | Saint Helier        |
| Hàn Quốc           | Lee Han-na                                 | 19   | Seoul               |
| Liban              | Zeina Joseph Challita                      | 19   | Beirut              |
| Lesotho            | Palesa Joyce Kalele                        | 18   | Maseru              |
| Malaysia           | Cynthia Geraldine de Castro                | 20   | Malacca             |
| Malta              | Elizabeth-Mary Fenech                      | 19   | Żebbuġ              |
| Mexico             | Dora Elizabeth (Doris) Pontvianne Espinoza | 18   | Tampico             |
| New Zealand        | Raewyn Patricia Marcroft                   | 18   | Waikato             |
| Na Uy              | Anita Nesbø                                | 20   | Akershus            |
| Papua New Guinea   | Jennifer Abaijah                           | 19   | Port Moresby        |
| Perú               | Olga Roxana Zumarán Burga                  | 22   | Lima                |
| Philippines        | Suzette Nicolas                            | 24   | Manila              |
| Puerto Rico        | Andrenira Ruíz Sáez                        | 19   | San Juan            |
| Singapore          | Sushil Kaur Sandhu                         | 20   | Singapore           |
| Tây Ban Nha        | Cristina Pérez Cottrell                    | 18   | Málaga              |
| Sri Lanka          | Sonya Elizabeth Tucker                     | 20   | Colombo             |
| Suriname           | Joan Boldewijn                             | 18   | Paramaribo          |
| Thụy Điển          | Carita Gustafsson                          | 20   | Gothenburg          |
| Thụy Sĩ            | Margrit Kilchoer                           | 22   | Geneva              |
| Tahiti             | Maimiti Kinnander                          | 20   | Huahine             |
| Thái Lan           | Massupha Karbprapun                        | 21   | Băng Cốc            |
| Trinidad và Tobago | Rachael Ann Thomas                         | 21   | Diego Martin        |
| Thổ Nhĩ Kỳ         | Aydan Şener                                | 18   | Kilis               |
| Vương quốc Anh     | Michele Donnelly                           | 20   | Cardiff             |
| Hoa Kỳ             | Lisa Lynn Moss                             | 23   | Shreveport          |
| Uruguay            | Silvia Marianela Bas Carresse              | 23   | Montevideo          |
| Venezuela          | Carmen Josefina (Pilín) León Crespo        | 18   | Maracay             |
| Tây Samoa          | Julianna Curry                             | 17   | Apia                |
| Zimbabwe           | Juliet Nyathi                              | 24   | Bulawayo            |

## Chú ý

### Trở lại
- Lần cuối cùng tham gia là năm 1966:
  -  Suriname
- Lần cuối cùng tham gia là năm 1979:
  -  Chile
  -  El Salvador
  -  Iceland
  -  Tahiti

### Bỏ cuộc
- Panama
- Paraguay
- Mauritius
- Swaziland
- Quần đảo Virgin (Mỹ)

### Không tham gia
- Bồ Đào Nha – (Paula Dos Santos) có 2 quyền công dân, chiến thắng trong cuộc thi Hoa hậu Bồ Đào Nha tổ chức tại Johannesburg, Nam Phi. Cô đã bay đến Luân Đôn nhưng không hiểu vì sao mình không được tham dự, chỉ khi Eric Morley thông báo các thí sinh từ Nam Phi không thể tham dự cuộc thi và cuộc thi này lại không diễn ra tại chính quê nhà của cô.

### Các chú ý khác
- Các nữ hoàng châu lục nhận phần thưởng ngay tại sân khấu lần đầu tiên trong lịch sử.
- Bỉ người đứng vị trí Á hậu 4 tại Hoa hậu Hoàn vũ 1981 vào đến bán kết Hoa hậu Thế giới, trong khi Ecuador, người vào đến bán kết Hoa hậu Hoàn vũ cùng năm, đã thất bại khi không có tên tại bán kết Hoa hậu Thế giới.
- Bermuda, Quần đảo Cayman, Đan Mạch, Pháp, và Thái Lan đã từng tham dự Hoa hậu Hoàn vũ 1981 tại New York. Đan Mạch cũng đã chiến thắng giải Hoa hậu Ảnh. Papua New Guinea, Jennifer Abaijah, bỏ cuộc.
- Perú, Olga Roxana Zumaran Burga, người đã vào đến bán kết Hoa hậu Hoàn vũ 1978 tại Acapulco, México.
- Vương quốc Anh đã từng tham dự Hoa hậu Hoàn vũ 1982 là đại diện từ Wales, nhưng thất bại khi không vào được bán kết, Ireland cũng chịu chung số phận.
- Hoa Kỳ, Lisa Lynn Moss, là người phụ nữ đầu tiên tham dự Hoa hậu Thế giới khi cuộc thi Hoa hậu Thế giới USA bị chuyển nhượng quyền thương mại. Cô đạt Á hậu 2 Hoa hậu Mỹ (Miss USA), đại diện cho bang Louisiana.
- Quần đảo Cayman và New Zealand cử đại diện là thí sinh da màu đến cuộc thi Hoa hậu Thế giới.
- Đây là lần đầu tiên các thí sinh giành giải Hoa hậu Ảnh và Hoa hậu Cá tính có mặt tại vòng bán kết kể từ năm 1973.
- 10 trong tổng số 15 thí sinh vào bán kết không có mặt trong bán kết của năm trước: Bỉ (1962), Canada (1967), Colombia (1968), Nhật Bản (1974), Ireland (1976), Argentina (1978), và Úc, Brazil, México, và Trinidad và Tobago (1979).

## Liên kết
- Trang chủ của cuộc thi Hoa hậu Thế giới